# Sorrell Booke
Pour les articles homonymes, voir Booke.
Sorrell Booke est un acteur et réalisateur américain, né le 4 janvier 1930 à Buffalo (État de New York), et mort le 12 février 1994 à Sherman Oaks (Californie). Il est surtout connu pour son rôle de 'boss' Hogg dans la série Shérif, fais-moi peur.

## Biographie
Il participe à la guerre de Corée ou il devient lieutenant et officier de contre-espionnage durant deux ans.
Après avoir suivi des cours de comédie à l'Université Yale, Sorrell Booke débute sur scène. Il apparaît dans de nombreuses comédies musicales, et tient son premier rôle important dans Finian's Rainbow. Parallèlement, il entame une carrière d'acteur de seconds rôles au cinéma et à la télévision. On le voit dans des épisodes de séries comme Mission impossible, MASH, ou Dr Kildare. De 1979 à 1985, il tient dans Shérif, fais-moi peur le rôle de Boss Hogg, le méchant de la série, qui le fait connaître d'un large public. Sorrell Booke reprend son rôle dans la série d'animation The Dukes, et prête également sa voix à divers dessins animés, comme Scooby-Doo et les Boo Brothers ou Rock-o-rico. Il meurt en 1994 des suites d'un cancer colorectal.

## Filmographie
- 1960 : The Iceman Cometh (TV) : Hugo
- 1961 : The Million Dollar Incident (en) (TV) : Press agent
- 1963 : Gone Are the Days! de Nicholas Webster (en) : Ol' Cap', Stonewall Jackson Cotchipee
- 1964 : Dans la peau d'un noir (en) (Black Like Me) : Dr Jackson
- 1964 : Point limite (Fail-Safe) de Sidney Lumet : Congressman Raskob
- 1964 : Les Félins de René Clément : Harry
- 1965 : Barnaby (TV) : W.C. Fields
- 1966 : L'Homme à la tête fêlée (A Fine Madness) d'Irvin Kershner : Leonard Tupperman
- 1967 : The Borgia Stick (en) (TV) : Alton
- 1967 : Escalier interdit (Up the Down Staircase) de Robert Mulligan : Dr Bestor
- 1967 : Mission T.S. (Matchless) de Alberto Lattuada : Col. Coolpepper
- 1968 : Bye Bye Braverman : Holly Levine
- 1968 : Les Mystères de l'Ouest (The Wild Wild West), (série TV) - Saison 4 épisode 8, La Nuit du Sarcophage (The Night of the Egyptian Queen), de Marvin J. Chomsky : Heisel
- 1969 : Haine et Passion (The Guiding Light) (série télévisée) : Dist. Atty. Ira Newton
- 1971 : Owen Marshall, Counsellor at Law (en) (TV) : Murray Gale
- 1972 : Adventures of Nick Carter (TV) : Dr Zimmerman
- 1972 : On s'fait la valise, Doc? (What's Up, Doc?) de Peter Bogdanovich : Harry
- 1972 : Abattoir 5 (Slaughterhouse-Five) de George Roy Hill : Lionel Merble
- 1972 : Chasseur d'homme (en) (The Manhunter) (TV) : Carl Auscher
- 1973 : The Iceman Cometh de John Frankenheimer : Hugo Kalmar
- 1974 : Columbo : Le Chant du cygne (Swan Song) (série télévisée) : J.J. Stringer
- 1974 : Dr. Max (TV) : Dr Scott Herndon
- 1974 : The Last Angry Man (TV) : Dr Max Vogel
- 1974 : The Take de Robert Hartford-Davis : Oscar
- 1974 : Devil Times Five (en) de Sean MacGregor : Harvey Beckman
- 1974 : Bank Shot de Gower Champion : Al G. Karp
- 1975 : Terreur sur le Queen Mary (Adventures of the Queen) (TV) : Robert Dwight
- 1975 : The Manchu Eagle Murder Caper Mystery (en) de Dean Hargrove : Dr Melon
- 1975 : Les Rues de San Francisco (série télévisée) : Quincy Lloyd (saison 4, épisode 7)
- 1976 : Mastermind d'Alex March : Max Engstrom
- 1976 : Brenda Starr (TV) : A.J. Livwright
- 1976 : Dollars en cavale (en) (Special Delivery) de Paul Wendkos : Hubert Zane
- 1976 : Les Héritiers (Rich Man, Poor Man - Book II) (série télévisée) : Phil Greenberg
- 1976 : Un vendredi dingue, dingue, dingue (Freaky Friday) de Gary Nelson : Mr. Dilk
- 1977 : Once Upon a Brothers Grimm (en) (TV) : King of Hesse
- 1977 : The Amazing Howard Hughes (TV) : Fiorello LaGuardia
- 1977 : Columbo : Les Surdoués (The Bye-Bye Sky High I.Q. Murder Case) (série télévisée) : Bertie Hastings
- 1977 : De l'autre côté de minuit (The Other Side of Midnight) de Charles Jarrott : Lanchon
- 1977 : The Greatest Thing That Almost Happened (TV) : Samuelson
- 1977 : Les têtes brûlées (TV) : Father Phillipe
- 1978 : Record City (en) : Coznowski
- 1978 : Le Chat qui vient de l'espace (The Cat from Outer Space) de Norman Tokar : Presiding judge
- 1978 : La Petite Maison dans la prairie (The House on the Prairie) (série télévisée) saison 4, épisode 16 (Souvenirs (I Remember, I Remember) ) : M.. Watson
- 1978-1985 : Shérif, fais-moi peur (The Dukes of Hazzard) (série télévisée) : Jefferson Davis 'Boss' Hogg ou JD Hogg
- 1981 : Les Schtroumpfs (Smurfs) (série télévisée) : Additional voices
- 1987 : Scooby-Doo et les Boo Brothers (Scooby-Doo Meets the Boo Brothers) (TV) : Sheriff Rufus Buzby / T.J. Buzby (voix)
- 1990 : Gravedale High (série télévisée) (voix)
- 1991 : Rock-o-rico (Rock-A-Doodle) de Don Bluth : Pinky (voix)
- 1992 : Les Vacances des Tiny Toon (Tiny Toon Adventures: How I Spent My Vacation) de Rich Arons (vidéo) : Big Daddy Boo (voix)